# Guadalupe Victoria
José Miguel Ramón Adaucto Fernández y Félix (Tamazula, Durango; 29 de septiembre de 1786-Perote, Veracruz, México; 21 de marzo de 1843), conocido como Guadalupe Victoria, fue un militar y político mexicano. Se consolidó como una importante figura en la fase de resistencia de la Guerra de Independencia de México. Se destacó como primer presidente de México entre el 10 de octubre de 1824 al 31 de marzo de 1829; antes de ello había sido diputado por Durango y miembro del Supremo Poder Ejecutivo.
Durante su periodo como presidente estableció relaciones diplomáticas con el Reino Unido, los Estados Unidos, la República Federal de Centro América y la Gran Colombia; también durante su gestión fue derrotado el último bastión español en el castillo de San Juan de Ulúa. Prohibió la compra y venta de esclavos, fundó el Museo Nacional, promovió la educación, decretó la ley de expulsión de los españoles y ratificó la frontera con los Estados Unidos de América. Victoria fue el único presidente que completó su período constitucional en los primeros treinta y cinco años de México como nación independiente.
Después de su periodo presidencial se retiró de la vida pública durante varios años. Aunque en sus últimos años de vida tuvo algunos cargos públicos diplomáticos, militares y políticos, entre ellos gobernador de Puebla, mismo que renunció por su falta de salud. Murió en 1843 a la edad de cincuenta y seis años de epilepsia en la fortaleza de Perote, mientras recibía tratamiento médico.
El 8 de abril del mismo año, se decretó que su nombre fuera escrito en letras de oro en el Muro de Honor de la Cámara de Diputados de México, en ese entonces situada en el salón parlamentario de Palacio Nacional. Sus restos se encuentran en el Monumento a la Independencia, junto a los de Miguel Hidalgo, José María Morelos, Vicente Guerrero, Nicolás Bravo, entre otros insurgentes. Es considerado Benemérito de la Patria.

## Infancia y educación

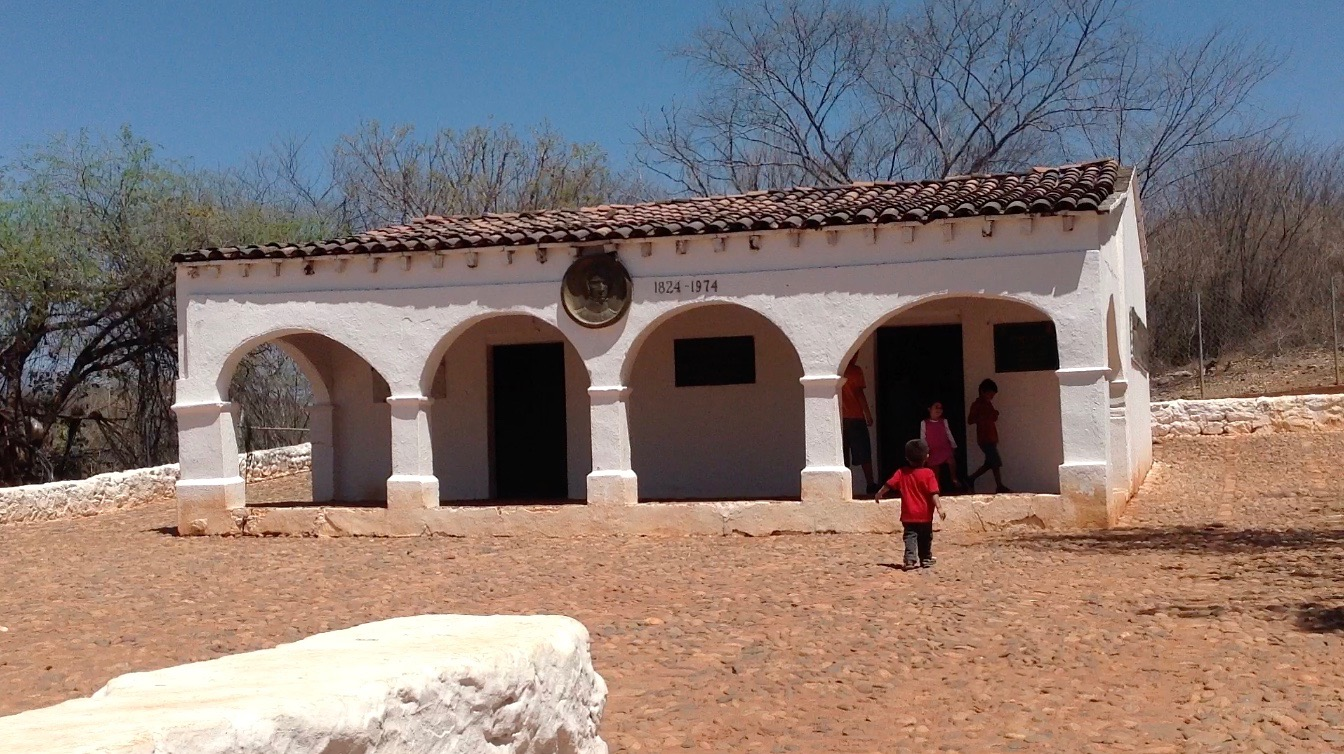
Casa natal y hogar de Victoria durante su infancia, ubicada en Tamazula de Victoria, Durango.

Guadalupe Victoria nació el 29 de septiembre de 1786 en Tamazula, Nueva Vizcaya (hoy estado de Durango). Sus padres, que murieron durante su infancia, fueron Manuel Fernández de Victoria y María Alejandra Félix Niebla. Fue bautizado por su tío paterno Agustín Fernández, en aquel momento cura de Tamazula, con quien vivió después de quedar huérfano.
Estudió en el Seminario de Durango y al no tener recursos para pagar sus alimentos, hizo copias de un texto de gramática latina para vender a otros estudiantes por dos reales. En 1807 se fue a la Ciudad de México, donde se inscribió en el Colegio de San Ildefonso para cursar estudios de licenciatura en Derecho canónico y Derecho civil. Estudió en un ambiente de tensión, debido a que la escuela fue militarizada por una orden colonial. El 24 de abril de 1811, presentó su examen y se graduó licenciado en Leyes.

## Guerra de Independencia
En 1812 se unió a las fuerzas insurgentes de Hermenegildo Galeana, luchó junto a José María Morelos en el Sitio de Cuautla, participó en el asalto de Oaxaca y se unió a las tropas de Nicolás Bravo en Veracruz. Se dedicó junto a sus tropas a controlar el paso del Puente del Rey y se hizo famoso por sus exitosos ataques contra convoyes militares hasta 1815, cuando fue derrotado.

### Toma de Oaxaca
La toma de Oaxaca fue una acción militar que tuvo lugar el 25 de noviembre de 1812, en la ciudad de Oaxaca de Juárez, donde los insurgentes encabezados por José María Morelos derrotaron a las fuerzas realistas del Teniente general Antonio González Saravia.
Entre los miembros de las fuerzas insurgentes que participaron en el asalto de Oaxaca se cuentan Hermenegildo Galeana, Nicolás Bravo, Mariano Matamoros, Manuel Mier y Terán, Vicente Guerrero y Guadalupe Victoria.
Guadalupe Victoria tomó parte en la batalla del Juego de Pelota, que estaba rodeado por un foso que los soldados insurgentes no se atrevieron a cruzar. Guadalupe Victoria lanzó su espada otro lado del foso y dijo ¡Va mi espada en prenda, voy por ella! Luego cruzó a nado el foso y cortó la cuerda de un puente, lo que permitió la entrada de las tropas insurgentes a la ciudad.
La pérdida de Oaxaca significó un fuerte golpe al gobierno colonial, porque le dio un gran prestigio militar a Morelos, así como una posición geográfica privilegiada, debido a las carreteras y ciudades que podrían ser controlados desde ese sitio.
Debido a su éxito en Oaxaca, el Congreso de Chilpancingo lo nombró General Brigadier y le concedió el mando del ejército insurgente en Veracruz. Al mismo tiempo, José Miguel Ramón Adaucto Fernández y Félix decidió cambiar su nombre por el de Guadalupe por su devoción a la Virgen de Guadalupe y Victoria por la victoria que obtuvieron.

### Veracruz

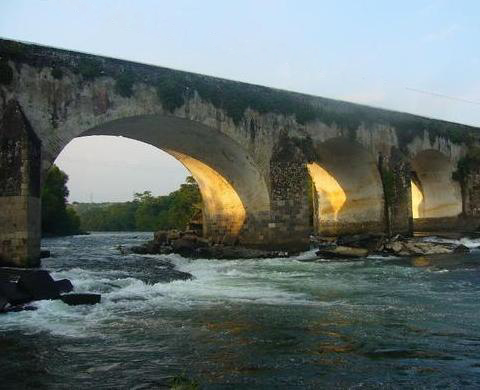
Antiguo Puente del Rey, hoy, Puente Nacional, en el estado de Veracruz.

En 1815, Victoria comandó el movimiento insurgente en la región de Veracruz y usando la guerra de guerrillas obtuvo el control del Puente del Rey, una posición estratégica que conectaba Xalapa con el puerto de Veracruz. Cuando se enteró de que las tropas realistas se acercaban a luchar, reforzó las defensas en el puente, pero se vio obligado a retirarse a Nautla en julio de ese año.
Con el fin de tener un punto de suministro desde el Golfo de México, Victoria tomó el control de Boquilla de Piedras, situada entre Túxpam y el puerto de Veracruz. El puerto fue equipado con muelles, almacenes y baterías para su defensa, y se mantuvo bajo su control hasta noviembre de 1816, cuando fue recuperado por el ejército realista. Poco después Naolinco se convirtió en el campo de operaciones de los insurgentes, y desde ahí dominaron la zona de Misantla, Puente Nacional, y Huatusco.
También en 1816, cuando el nuevo virrey Juan Ruiz de Apodaca llegó a la Nueva España, Victoria atacó su convoy que lo llevaba a la Ciudad de México, y estuvo muy cerca de capturarlo.
A finales de 1816, Victoria recuperó Nautla al derrotar a la guarnición realista. También ocupó Barra de Palmas, Barra Nueva y La Laguna. La fuerte ofensiva realista, así como la falta de equipo militar, dieron lugar a que las posiciones ocupadas regresaran a manos de los españoles en febrero de 1817.
A mediados de 1817, Guadalupe Victoria había perdido todos los pueblos bajo su mando. Después de su derrota en Palmillas, fue abandonado por sus hombres y se enfrentó a una intensa persecución. Se escondió en la selva, donde sobrevivió comiendo hierbas, frutas y animales. Se negó a aceptar el indulto del virrey y se quedó escondido en la selva de Veracruz, donde desarrolló epilepsia. Sus apariciones esporádicas en los pueblos lo convirtieron en una leyenda entre los habitantes de la región.

### Plan de Iguala y los Tratados de Córdoba

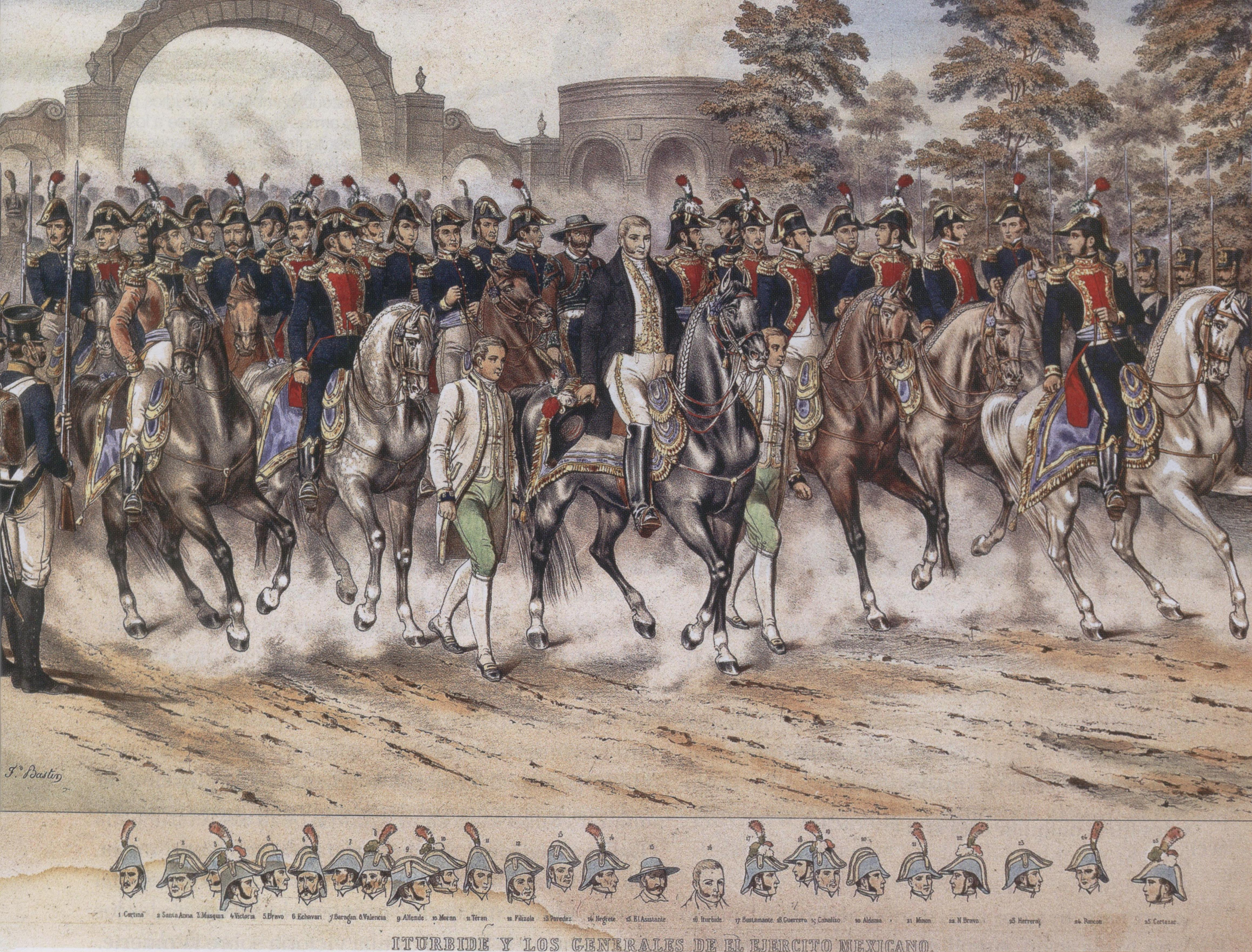
Entrada del Ejército de las Tres Garantías a la Ciudad de México el 27 de septiembre de 1821.

Guadalupe Victoria pasó casi cuatro años escondido en la selva. Fueron años difíciles para el movimiento de independencia, y el gobierno colonial pensaba que el movimiento había sido reprimido. Durante este tiempo, la mayor parte de los insurgentes se acogieron al indulto; solo Vicente Guerrero se mantuvo en la lucha.
La instalación de las Cortes de Cádiz y el deterioro de la Monarquía Española en la península ibérica ayudaron a revitalizar la lucha por la independencia a finales de 1820. Victoria fue informado sobre el avance de la insurrección y reapareció el 30 de diciembre de ese año en el pueblo de Soledad, donde una pequeña guarnición rápidamente se unió a él.
El 24 de febrero de 1821, Agustín de Iturbide y Vicente Guerrero proclamaron el Plan de Iguala. Iturbide comenzó una gira por la región del Bajío para difundir el movimiento. Varios militares realistas se unieron al Plan de Iguala, y lo mismo hicieron algunos líderes insurgentes retirados, como Nicolás Bravo e Ignacio López Rayón. Guadalupe Victoria también se adhirió. El 6 de abril, Victoria proclamó la independencia en el pueblo de Soledad. A finales de mayo, con excepción de la capital, la provincia de Veracruz estaba levantada en armas.
El Ejército de las Tres Garantías se creó el 24 de febrero de 1821 y siguió luchando contra las fuerzas realistas españolas que se negaron a aceptar la independencia de México. Esas batallas continuaron hasta el 21 de agosto de 1821, cuando Iturbide y el Virrey Juan O'Donojú firmaron los Tratados de Córdoba.
El 27 de septiembre de 1821, el Ejército de las Tres Garantías entró a la Ciudad de México, formando una columna encabezada por Agustín de Iturbide. Entre los oficiales que entraron a la ciudad ese día estaban Pedro Celestino Negrete, Vicente Guerrero, Nicolás Bravo, Anastasio Bustamante, Melchor Múzquiz, José Joaquín de Herrera, Manuel Mier y Terán, Luis Quintanar, Miguel Barragán, Antonio López de Santa Anna y Guadalupe Victoria, El 28 de septiembre de 1821 se firmó el Acta de Independencia del Imperio Mexicano.

## Imperio Mexicano

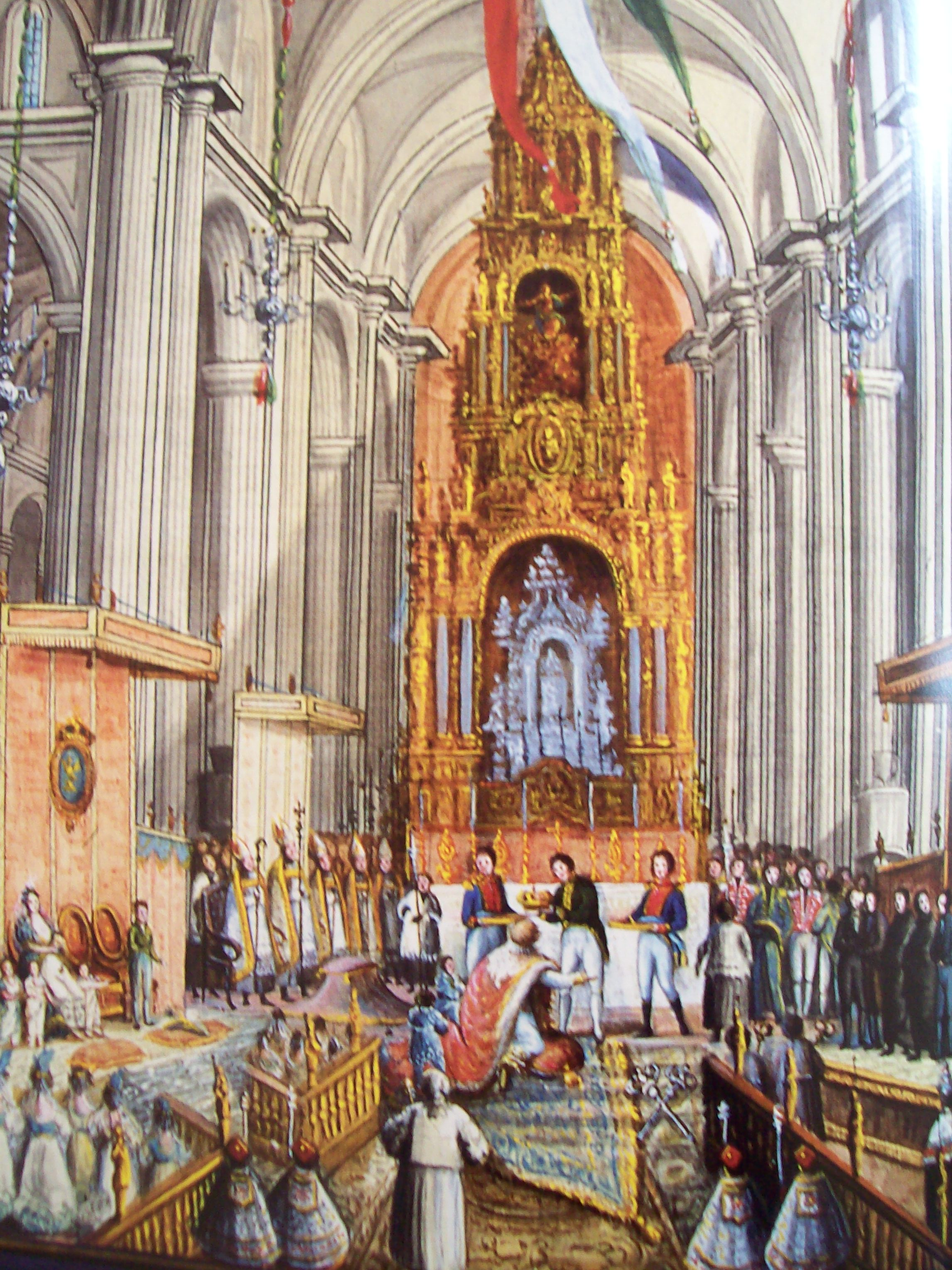
Coronación de Agustín de Iturbide.

Guadalupe Victoria se reunió con Agustín de Iturbide el 17 de junio de 1821 en San Juan del Río y le pidió que adaptara el Plan de Iguala para crear un gobierno republicano. Recomendó como gobernante a un antiguo insurgente, que fuera soltero y no hubiera aceptado el indulto real (características que él reunía). Este hombre se casaría con una mujer indígena de Guatemala para unir ambos territorios en una sola nación. Iturbide rechazó la proposición; no obstante, Victoria aceptó el Plan de Iguala en su búsqueda por la independencia. Este apoyo no eliminó la desconfianza mutua.
Al consumarse la Independencia, con la entrada triunfal del Ejército Trigarante a la Ciudad de México, el 27 de septiembre de 1821, fue creada una regencia para servir como poder ejecutivo, la cual fue presidida por Iturbide, la cual gobernó hasta el 18 de mayo de 1822, cuando fue proclamado emperador. Iturbide escogió a todos los miembros de la Junta Provisional Gubernativa, la cual fungió como poder legislativo y gobernó hasta el 24 de febrero de 1822, cuando se instaló el primer Congreso Constituyente. Casi todos los miembros de la Junta se destacaron por su posición social, su riqueza y títulos; la mayoría antiguos realistas, que con el Plan de Iguala, habían abrazado la causa de la independencia nacional. Pero ninguno de los antiguos insurgentes, como Vicente Guerrero, Nicolás Bravo, Ignacio López Rayón, Guadalupe Victoria y Andrés Quintana Roo, fueron llamados a participar.
A principios de 1822, algunos de los antiguos insurgentes con ideas republicanas, apoyados por el ministro plenipotenciario de Colombia en México comenzaron a reunirse en la casa de Miguel Domínguez en Querétaro. Le escribieron a Pedro Celestino Negrete invitándolo a participar, pero pensando que se trataba de una conspiración le dio aviso a Iturbide. Diecisiete personas fueron detenidas, entre ellas Guadalupe Victoria, Nicolás Bravo y Miguel Barragán. La "conspiración" resultó ser una serie de reuniones en las que se hablaba sobre el futuro del gobierno. Ante la molestia generalizada en el congreso, los participantes fueron puestos en libertad, con la excepción de Guadalupe Victoria que permaneció encarcelado, pero poco después escapó de la cárcel y se escondió en Veracruz.
El Congreso solicitó que se revisara el caso de Guadalupe Victoria, quien había sido elegido diputado por Durango. Victoria se encontraba prófugo, acusado de conspiración. Se le pidió que se presentara al Congreso, pero prefirió mantenerse oculto.
El 21 de julio de 1822, Agustín de Iturbide fue coronado emperador de México. El Imperio Constitucional no tardó en demostrar la incompatibilidad de sus dos partes principales, el Emperador y el Congreso Constituyente. El congreso no había redactado una constitución y el poder ejecutivo era incapaz de vencer la crisis económica que la fuga de capital español había generado. Algunos diputados fueron encarcelados por participar en reuniones contra Iturbide y, finalmente, Iturbide decidió eliminar el Congreso y estableció en su lugar una Junta Nacional Instituyente.

### Plan de Casa Mata
La falta del Congreso, las acciones del emperador y la ausencia de soluciones a los graves problemas que atravesaba el país, aumentaron las conspiraciones para cambiar el sistema imperial. Antonio López de Santa Anna proclamó el Plan de Casa Mata, al que más tarde se unieron Vicente Guerrero y Nicolás Bravo.
El 6 de diciembre de 1822, Guadalupe Victoria salió de su escondite para unirse al movimiento. Conociendo su reputación y popularidad, Santa Anna lo nombró jefe del movimiento y juntos proclamaron el Plan de Veracruz.
El 21 de diciembre, Santa Anna fue derrotado por el general Calderón. Obligado a retirarse, el 24 de diciembre se reunió con un grupo de 300 soldados de Guadalupe Victoria en Puente del Rey. Santa Anna de nuevo tomó ventaja de la popularidad de Victoria para animar a la gente a unirse a la causa.
Cuando Santa Anna y Victoria fueron derrotados, Santa Anna trató de huir a los Estados Unidos. Victoria le dijo:"

"…Vaya usted a Veracruz y mantenga su posición y cuando le presenten la cabeza de Victoria, hágase a la mar... es un honor para usted estar a mi lado para defender la causa de la libertad".

El 22 de enero de 1823, Santa Anna informó a Victoria: Fui atacado desde todas las direcciones por las fuerzas imperiales. El 1 de febrero de 1823, un cambio radical se produjo cuando los generales imperiales Echávarri, Lobato y Cortázar se unieron al Plan de Casa Mata.
Iturbide se vio obligado a restablecer el Congreso y en un vano intento de salvar el orden y evitar el futuro derramamiento de sangre, abdicó a la corona del Imperio el 19 de marzo de 1823.

## Gobierno Provisional

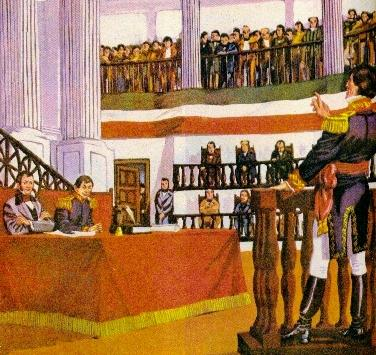
Guadalupe Victoria y Nicolás Bravo en el Segundo Congreso Constituyente.

El 26 de marzo de 1823, Iturbide y su familia fueron exiliados del país. Fue escoltado al puerto de Veracruz por el general Nicolás Bravo, a solicitud expresa del exemperador.
El 31 de marzo de 1823, el Congreso se reunió y le otorgó el Ejecutivo a un triunvirato denominado Supremo Poder Ejecutivo, cuyos miembros eran Pedro Celestino Negrete, Nicolás Bravo y Guadalupe Victoria, y como suplentes a Miguel Domínguez, José Mariano de Michelena y Vicente Guerrero. El 7 de abril de 1823, el Congreso anuló la designación de Iturbide como emperador y por lo tanto el reconocimiento de su abdicación e hizo parecer su coronación como un error lógico en el establecimiento de la independencia. Es curioso que si Iturbide no había sido emperador nunca, el Congreso carecía de legitimidad, pues había sido convocado por el mismo emperador. El Congreso abolió el Plan de Iguala y los Tratados de Córdoba, dejando al país libre de elegir cualquier sistema de gobierno.
A pesar de que fue elegido para formar parte del Supremo Poder Ejecutivo, Victoria permaneció en el control militar de Veracruz, donde supervisó el embarco de Iturbide a Europa y la organización de la resistencia contra los ataques españoles desde San Juan de Ulúa.
El Supremo Poder Ejecutivo fue el encargado de convocar a las antiguas provincias, ahora los Estados libres, para crear la República Federal y también de convocar a elecciones para un nuevo congreso constituyente. El Ejecutivo tuvo que superar una serie de dificultades políticas como es el caso de las provincias de América Central, que optaron por no unirse a la Federación Mexicana, y el caso de las provincias de Oaxaca, Yucatán, Jalisco y Zacatecas, que se declararon estados libres y soberanos. También enfrentaron una conspiración de los partidarios de Iturbide y una rebelión antiespañola.
El 31 de enero de 1824, fue aprobada el Acta Constitutiva de la Federación Mexicana. El acta fue un estatuto provisional del nuevo gobierno. La nación asumió formalmente el sistema republicano y se componía de estados libres, soberanos e independientes. Durante los meses siguientes, continuaron los debates constitucionales. El 4 de octubre de 1824, se proclamó la Constitución Federal de los Estados Unidos Mexicanos.

## Presidencia (1824–1829)

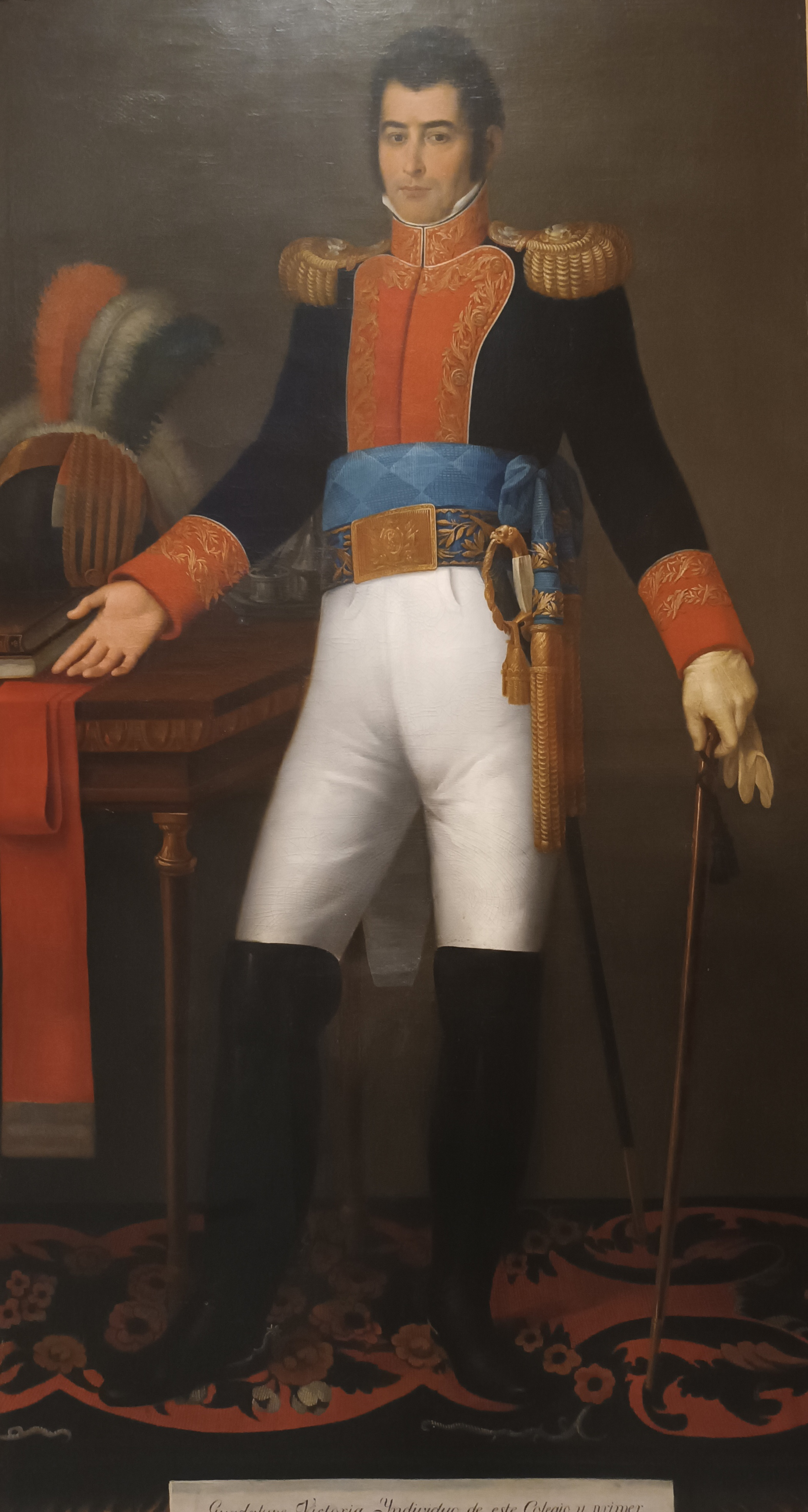
Óleo de Guadalupe Victoria, del Antiguo Colegio de San Ildefonso, actualmente ubicado en el Museo Nacional de Historia, 1825.

El Congreso convocó a las primeras elecciones federales en agosto de 1824. Cada legislatura estatal podría nombrar a dos candidatos, y los dos que recibieran el mayor número de votos serían elegidos como presidente y vicepresidente. Los resultados fueron anunciados el 1 de octubre de 1824 y por mayoría de 17 estados, Guadalupe Victoria fue elegido presidente de la República.
El 10 de octubre de 1824, Guadalupe Victoria fue declarado primer Presidente de los Estados Unidos Mexicanos para el período 1825-1829. El 8 de octubre de 1824, el presidente y el vicepresidente Nicolás Bravo juraron la Constitución.
Guadalupe Victoria asumió el cargo de presidente interino del 10 de octubre de 1824 al 31 de marzo de 1825. Su período constitucional en el cargo se inició el 1 de abril de 1825. La inauguración fue solemne y austera como es requerido por el republicanismo; ese día, Victoria afirmó: ¡La Independencia se afianzará con mi sangre y la libertad se perderá con mi vida!

### Política interior
Como presidente de la nueva República, Victoria fue el encargado de reconstruir la devastada economía, resultado de la larga guerra de Independencia y el embargo promovido por la Monarquía Española. Para resolver la falta de suministros, resultado del embargo, creó la marina mercante del país, con la que abrió rutas comerciales con los puertos de los países americanos que habían reconocido la independencia nacional y con los que se establecieron relaciones diplomáticas. Sin embargo, su principal preocupación fue lograr el reconocimiento de alguna potencia europea.
El gobierno de Victoria se vio obstaculizado por graves problemas financieros. Sus gastos promedio eran de $18 millones de pesos anuales, pero solo recolectaba la mitad de esa cantidad en impuestos. Con el fin de resolver esa situación, Victoria tuvo que buscar ayuda externa. El Reino Unido conociendo la difícil situación del Presidente (solo el Ejército representaba $12 millones de pesos del presupuesto), le convenció para aceptar dos préstamos, cada uno de más de £3 millones de libras esterlinas. Estos préstamos, negociados a través de casas bancarias como Barclay y Goldschmidt, evitaron la quiebra del gobierno y ayudaron a mantener la paz social, factores que permitieron a Victoria a cumplir su mandato completo.
A pesar de esos problemas financieros, la administración de Victoria tuvo aspectos muy positivos. Dos de sus logros más positivos fueron la creación de la hacienda pública y la abolición de la esclavitud, que fue declarada el 16 de septiembre de 1825, cuando celebró por primera vez el Grito de Dolores. Además, estableció el Colegio Militar, restauró la Ciudad de México, mejoró la educación, concedió amnistía a los presos políticos, estableció planes para un canal en el Istmo de Tehuantepec, abrió nuevos puertos para la navegación, comenzó la construcción del Museo Nacional, creó guarniciones en Yucatán para prevenir y contrarrestar los intentos de reconquista española desde Cuba y desenmascaró una conspiración dirigida por el monje Joaquín Arenas para restablecer el dominio español.
Victoria también facilitó las actividades de la sociedad Lancasteriana, la cual se dedicó a la educación. Creó la Marina Armada, lo que permitió que su mayor logro: la completa independencia de México cuando el general Miguel Barragán y el capitán Pedro Sainz de Baranda derrotaron el último bastión español en San Juan de Ulúa.
En la política, sus acciones fueron conciliadoras, intentó aplicar una política que atrajera a todos, y formó su gabinete con miembros destacados de las diferentes facciones. Sin embargo, los viejos conflictos existentes desde los tiempos de Iturbide resurgieron. Victoria enfrentó la intolerancia religiosa ante la libertad de expresión y prensa establecidas en la Constitución, la cual respetó escrupulosamente.
El 20 de diciembre de 1827, decretó la expulsión de los españoles de la República. La rebelión reprimida de Joaquín Arenas desató una ola de indignación contra los españoles acaudalados que la habían apoyado. Aunque Lucas Alamán, su Ministro del Interior, trató de disuadirlo, el embajador estadounidense Joel R. Poinsett alentó a Victoria para ordenar la expulsión de los españoles, lo que provocó graves problemas económicos, debido a que la mayoría de los expulsados fueron comerciantes que se llevaron sus fortunas a España.[cita requerida]

#### San Juan de Ulúa

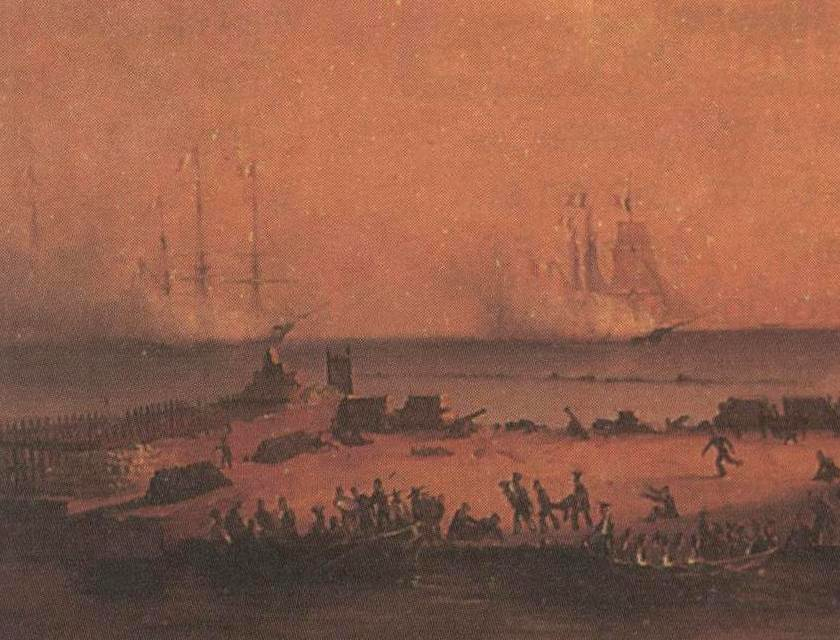
Capitulación de San Juan de Ulúa.

La guerra de Independencia arruinó los campos, los pueblos, el comercio y la minería. El gobierno no tenía medios eficaces para recolectar impuestos adicionales a los de las aduanas y, debido a eso, operaba bajo atrasos salariales y deudas. Bajo esas condiciones era difícil llevar a cabo una estrategia eficaz para la rendición de San Juan de Ulúa.
A pesar de ello, el gobierno de Victoria compró algunos barcos para formar la base de la primera Marina Armada de México. Entre ellos las goletas Iguala, Anáhuac, Chalco, Chapala, Texcoco, Orizaba, Campechana y Zumpango, a las que se añadieron más tarde las goletas Tampico, Papaloapan y Tlaxcalteca.
Por último, el 23 de noviembre de 1825, se logró la capitulación de San Juan de Ulúa, último reducto español en México. A la postre, esto explica que haya sido el único Presidente de la República que a la sazón haya sido Gobernador de una Provincia y una vez consumado dicho acto, entregara los Poderes Locales ya expedido su Estatuto de Gobierno.

#### Territorios del Norte

Mapa de México en 1824.

Guadalupe Victoria rechazó dos ofertas de compra sobre Texas ofrecidas por el embajador estadounidense Joel R. Poinsett, la última por $5 millones de dólares.
El 18 de agosto de 1824, se emitió un decreto para poblar los territorios del Norte (Alta California, Nuevo México y la parte norte del estado de Coahuila y Texas). El decreto dejó la administración de las tierras públicas en manos de los estados. El 24 de marzo de 1825, el Congreso aprobó una ley para abrir totalmente las puertas a la colonización extranjera; la ley dio a los colonos privilegios sobre la tierra y la exención de impuestos durante diez años.
La inmigración de estadounidenses fue abundante, y rápidamente se formaron comunidades que conservaron su lengua, religión y costumbres, dando lugar a vínculos débiles con el resto del país. Desobedecieron las leyes y mantuvieron la esclavitud en territorio mexicano. En 1826, el primer intento de separatismo se dio cuando el empresario Haden Edwards declaró la independencia del estado de Coahuila y Texas y creó la República de Fredonia cerca de Nacogdoches. La rebelión fue rápidamente sofocada.
Como resultado directo de las acciones de Edwards, Victoria autorizó una amplia expedición, llevada a cabo por el general Manuel Mier y Terán, para inspeccionar los asentamientos de Texas y recomendar un futuro curso de acción. Los informes de Mier y Terán dieron lugar a la promulgación de las Leyes del 6 de abril de 1830, que restringían severamente la inmigración en Texas.

#### Rebelión de Nicolás Bravo

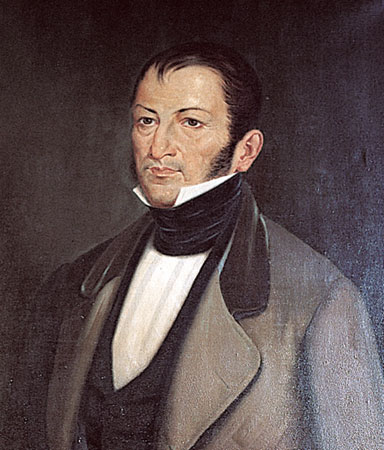
Óleo de Nicolás Bravo.

Durante su mandato, Guadalupe Victoria enfrentó varios intentos de golpe de Estado contra su gobierno. Siete meses después de comenzar su administración fue descubierto el primer intento. Otro fue descubierto a finales de 1827.
El 23 de diciembre de 1827, la Logia Escocesa declaró el Plan de Montaño en Tulancingo (hoy estado de Hidalgo), el cual se basó en 4 puntos:
- La extinción de las sociedades secretas.
- El cambio de gobierno.
- La expulsión del embajador de EE. UU. Joel R. Poinsett.
- El cumplimiento estricto de la Constitución.

El vicepresidente Nicolás Bravo, cabeza de la revuelta, afirmó que su único propósito fue liberar al Congreso y al gobierno de Victoria de la influencia de la Logia Yorkina. El plan buscaba principalmente la reorganización del gobierno, el cual mostró serias deficiencias en el control de los ingresos públicos y la expulsión del representante de los Estados Unidos, sobre la base que ese país se entrometía en los asuntos internos del país. (Joel R. Poinsett fue expulsado de México el 3 de enero de 1830, por esa razón).
El levantamiento fue reprimido por Vicente Guerrero el 6 de enero de 1828, después de una débil resistencia. Nicolás Bravo fue expulsado del país, mientras que los otros rebeldes fueron encarcelados.

#### Motín de la Acordada

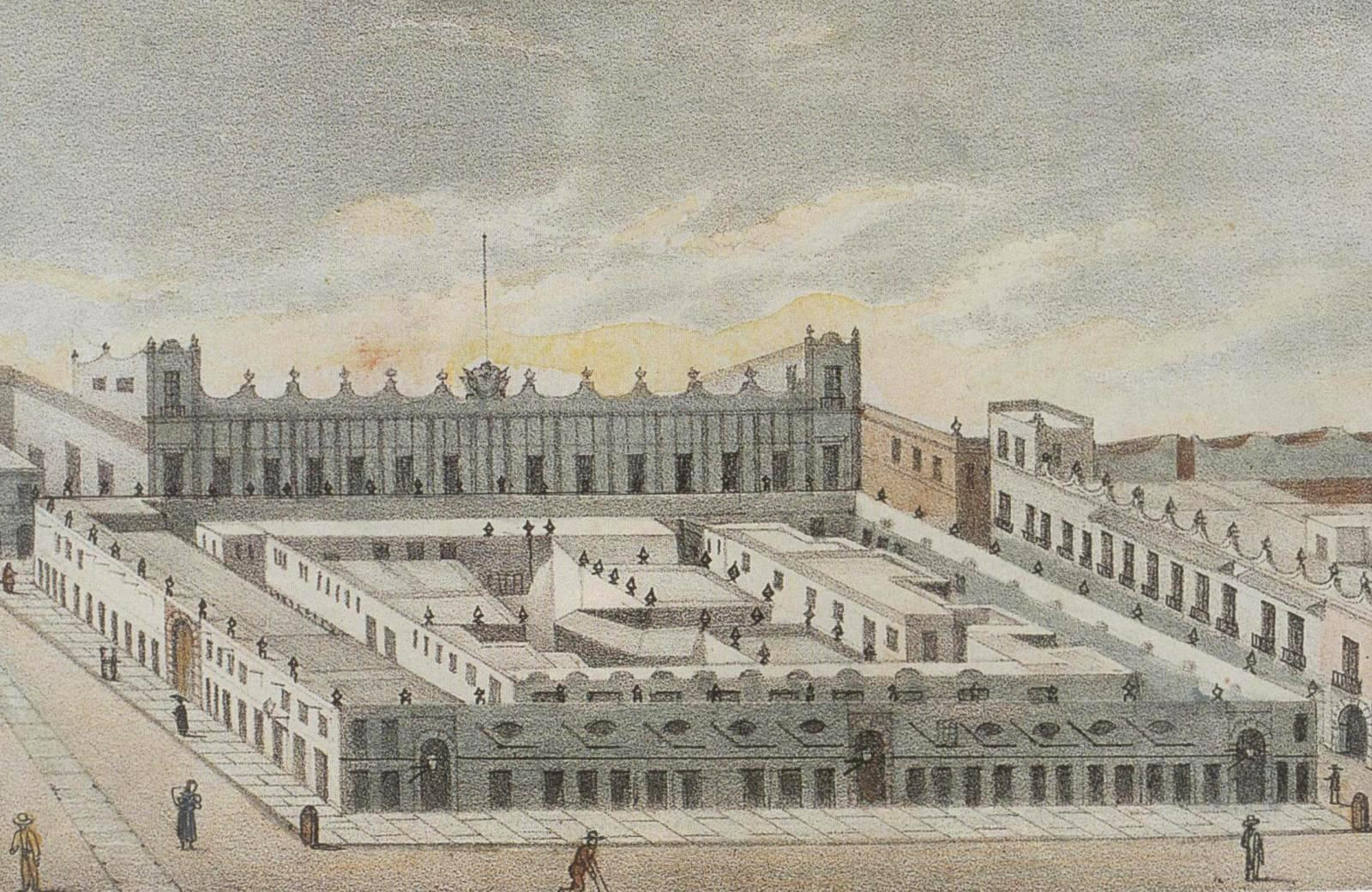
Litografía de El Parián, siglo XIX.

El motín de la Acordada fue una revuelta que tuvo lugar el 30 de noviembre de 1828, la cual fue encabezada por el general José María Lobato, el coronel Santiago García y Lorenzo de Zavala contra el gobierno de Guadalupe Victoria. El motivo principal fue el apoyo que Victoria dio al general Manuel Gómez Pedraza en las elecciones presidenciales de 1828.
Para las elecciones de 1828, la logia escocesa presentó como candidato al Ministro de Guerra Manuel Gómez Pedraza. La logia yorkina presentó como candidato a Vicente Guerrero, héroe de la independencia y vencedor en la última conspiración contra el gobierno. Las elecciones se celebraron el 1 de septiembre de 1828, el ganador fue Manuel Gómez Pedraza. Vicente Guerrero rechazó los resultados y organizó una revolución.
Las tropas revolucionarias exigieron la renuncia del presidente Victoria y su sustitución por Guerrero. Mientras tanto, Gómez Pedraza huyó de la Ciudad de México renunciando a su derecho a la presidencia. Eso fue aprovechado por la multitud que se dirigió al Parián, núcleo del comercio mexicano, y comenzó el saqueo y quema de tiendas y comercios, arruinando a cientos de comerciantes españoles, mexicanos y extranjeros.
Como resultado, a principios de 1829, el Congreso anuló las elecciones de 1828 y eligió como Presidente a Vicente Guerrero. Victoria le entregó la presidencia cuando su mandato concluyó el 1 de abril de 1829.

### Política exterior
Uno de los principales objetivos de Guadalupe Victoria fue el reconocimiento de México como nación independiente por una potencia europea. Finalmente obtuvo el reconocimiento, seguido del establecimiento de relaciones diplomáticas con el Reino Unido, los Estados Unidos de América, la República Federal de Centro América y la Gran Colombia. Esto redujo los problemas económicos causados por el embargo impuesto por la Corona española. Los problemas económicos se redujeron aún más, cuando varias empresas británicas comenzaron trabajos de minería en México, lo que dio lugar a una gran afluencia de capitales.
También ratificó el contenido del Tratado de Adams-Onís y por lo tanto la frontera con los Estados Unidos.
Victoria declaró asimismo que ninguna propuesta de España sería escuchada hasta que reconociera la independencia de México y la forma de gobierno establecida y que aceptara nunca pedir indemnización alguna por la pérdida de México.
Otro episodio internacional memorable de Guadalupe Victoria fue su total apoyo a la Unión Panamericana propuesta por Simón Bolívar en el Congreso Anfictiónico de Panamá, que se tradujo en la firma de un acuerdo denominado Tratado de Unión, Liga y Confederación Perpetua entre las repúblicas de Colombia, América Central, Perú y los Estados Unidos Mexicanos. También proporcionó ayuda financiera a Simón Bolívar para obtener la independencia total del Perú de España.

## Años pospresidenciales y muerte

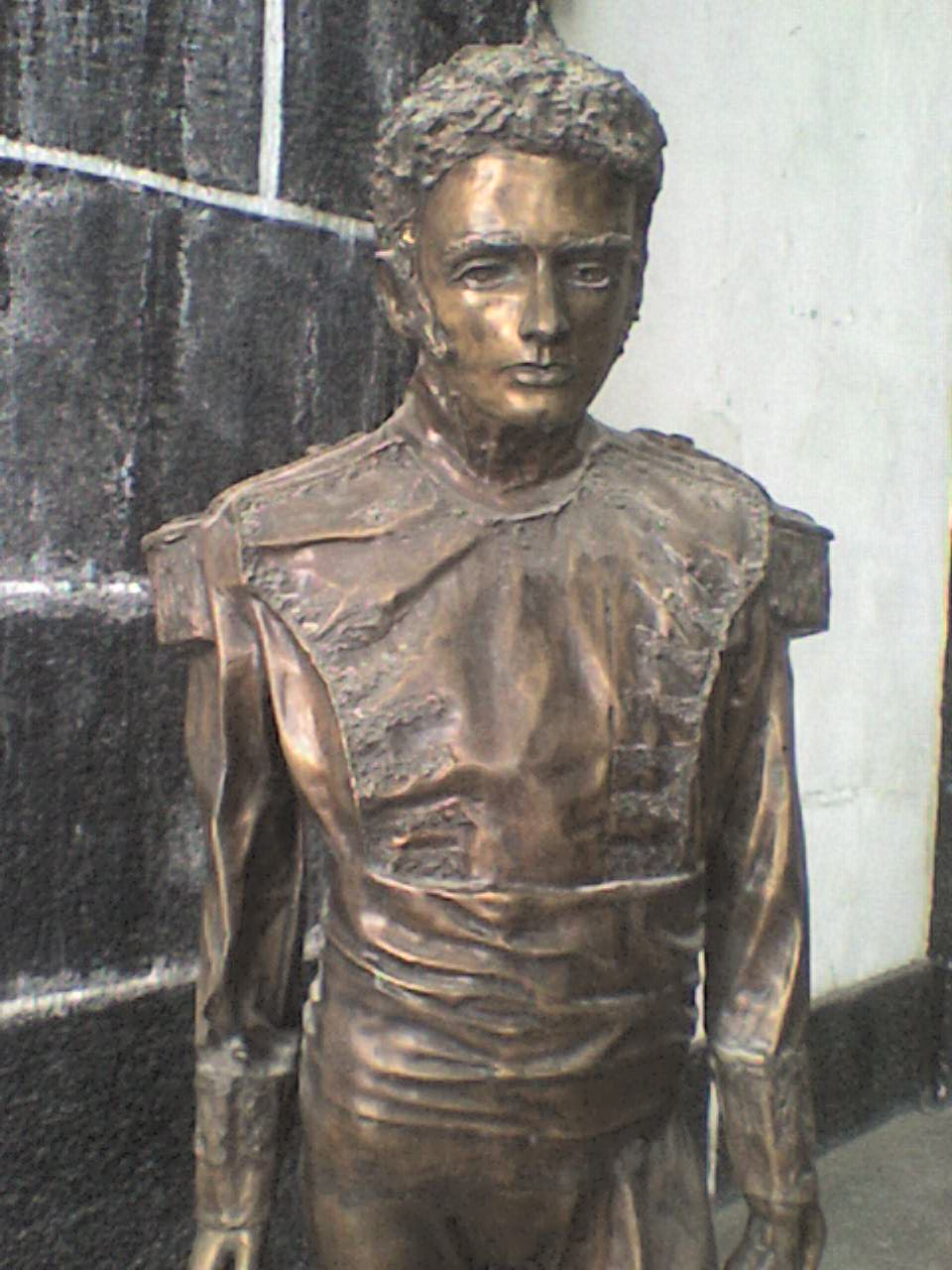
Estatua de Guadalupe Victoria que se encuentra en la Fortaleza de Perote.

Después de terminar su mandato, Guadalupe Victoria se retiró de la vida pública para tratar asuntos personales en su hacienda El Jobo en Veracruz. Cuando Victoria entregó la presidencia a su sucesor, Vicente Guerrero, le dijo:

[…] Ratifico la promesa de retirarme de todos los negocios públicos como expresidente, pero si el país estuviera en peligro y fuera necesario dejar todo para salvarlo, usted sabe que no dudaré en sacrificarme…

En 1832, el Gobierno de la República, conociendo su capacidad diplomática y de negociación, le pidió que ayudara en la pacificación de Santa Anna que había tomado las armas para exigir que la Presidencia de la República se entregara al general Manuel Gómez Pedraza. Un año más tarde, en 1833, fue elegido senador por los estados de Veracruz y Durango, ocupando la comisión de Crédito Público del Senado. Al mismo tiempo, luchó contra rebeliones en Veracruz y Oaxaca. Mientras se desempeñaba como senador, su salud comenzó a deteriorarse seriamente y comenzó a tener convulsiones recurrentes, lo que le impidió terminar su mandato como gobernador de Puebla, posición que ocupó menos de cinco meses.
Victoria regresó al Senado y en 1835 fue elegido presidente del Senado. Desde ese momento emprendió una lucha vigorosa contra la propuesta que buscaba cambiar la República federal a una República central. Unos días antes de volver al Senado, desde Puebla, manifestó su posición:

Veintitrés años he peleado por vuestra misma causa: y si nuevos peligros me llamaren a vuestra defensa, sabed que mi irrevocable voto es: «Federación o muerte».

En noviembre de 1836 fue nombrado comandante militar de Veracruz, pero renunció en diciembre de ese año para mostrar su desacuerdo con la proclamación de la República Central.
En 1838, su intervención diplomática fue crucial para evitar una guerra contra los franceses en el incidente conocido como la Guerra de los pasteles. El 9 de marzo de 1839, tuvo éxito con la firma de un tratado de paz con Francia. Esa fue su última actividad pública.
En 1841, se casó con María Antonieta Bretón y Velázquez, y muy pronto su salud se quebrantó por su condición epiléptica. Se le trasladó a la fortaleza de San Carlos de Perote para recibir tratamiento médico y murió allí el 21 de marzo de 1843. Fue enterrado allí.
Guadalupe Victoria fue declarado por el Congreso como Benemérito de la Patria el 25 de agosto de 1843 y su nombre fue escrito en letras de oro en el salón de sesiones de la Cámara de Diputados.
En 1863, sus restos fueron trasladados a Puebla por el general Alejandro García y en 1925 se colocaron en el Monumento a la Independencia en la Ciudad de México.
El 15 de agosto de 2010, en la celebración del Bicentenario del inicio de la independencia de México, sus restos fueron trasladados a Palacio Nacional y permanecieron en exhibición hasta el 30 de julio de 2011, cuando fueron regresados a la Columna de la Independencia.

## Legado

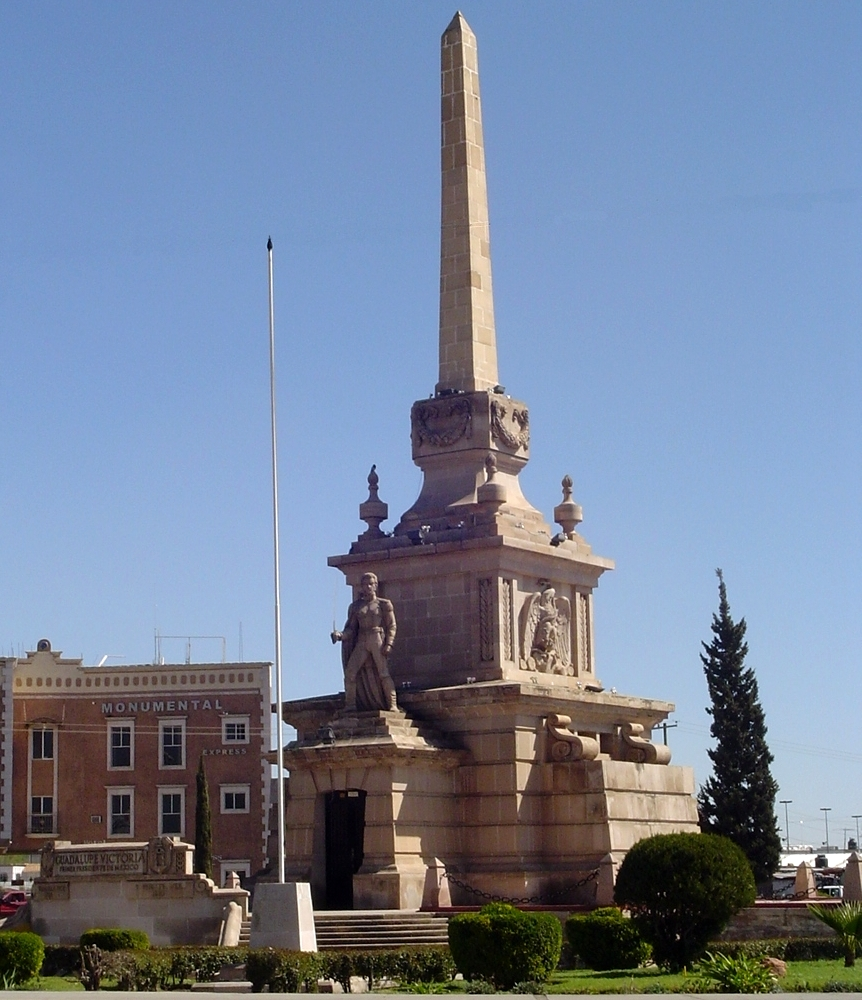
Monumento en honor al presidente Guadalupe Victoria en Durango

Guadalupe Victoria es un héroe nacional, Benemérito de la Patria, fundador y forjador de la República Mexicana. Hay muchos monumentos, estatuas, escuelas, hospitales, bibliotecas, ciudades, pueblos, calles y plazas que llevan su nombre en México; los más destacadas son Ciudad Victoria, capital del estado de Tamaulipas, Victoria de Durango, Tamazula de Victoria, Ciudad Guadalupe Victoria en el estado de Durango, Guadalupe Victoria en el estado de Puebla, Naolinco de Victoria en Veracruz, la ciudad de Victoria y el Condado de Victoria, en Estados Unidos; la fragata ARM Victoria (F-213) y el Aeropuerto Internacional General Guadalupe Victoria.

### Monedas, sellos y monumentos

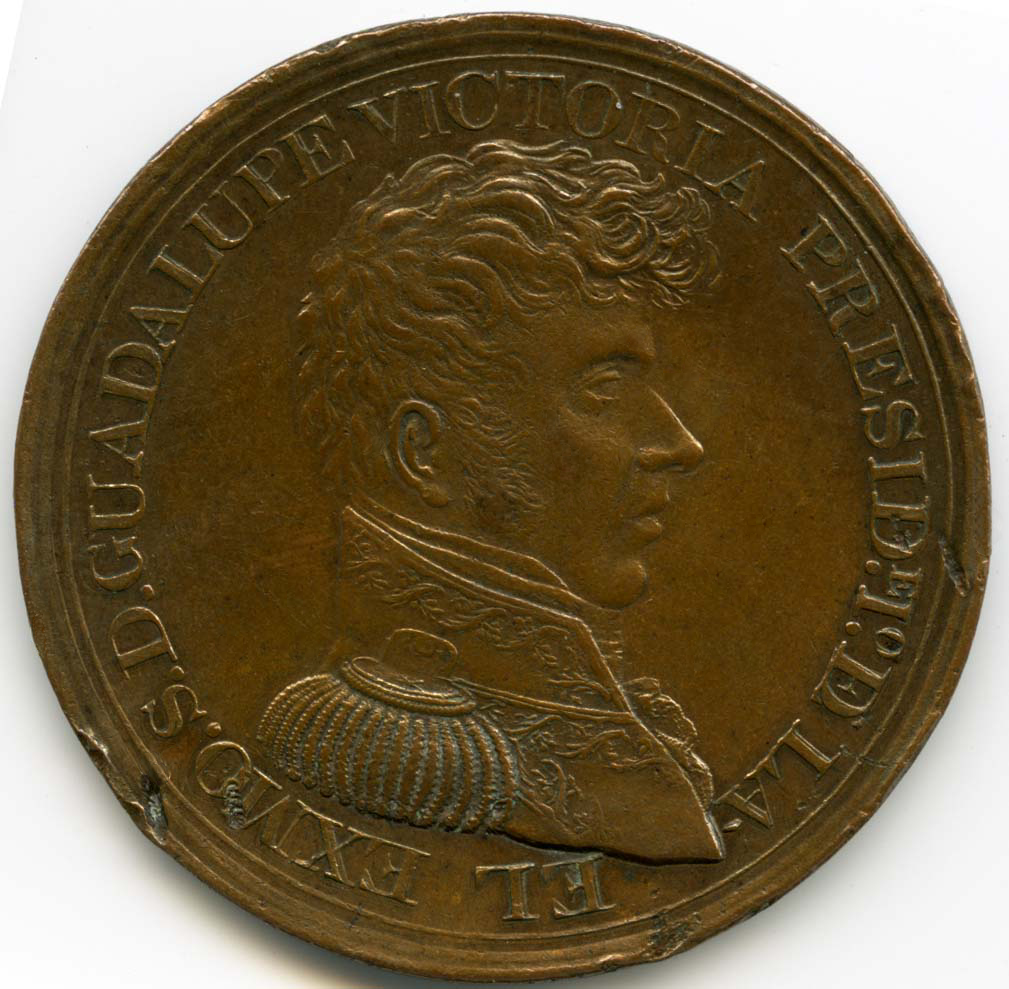
Presidente Guadalupe Victoria, medalla, 1824

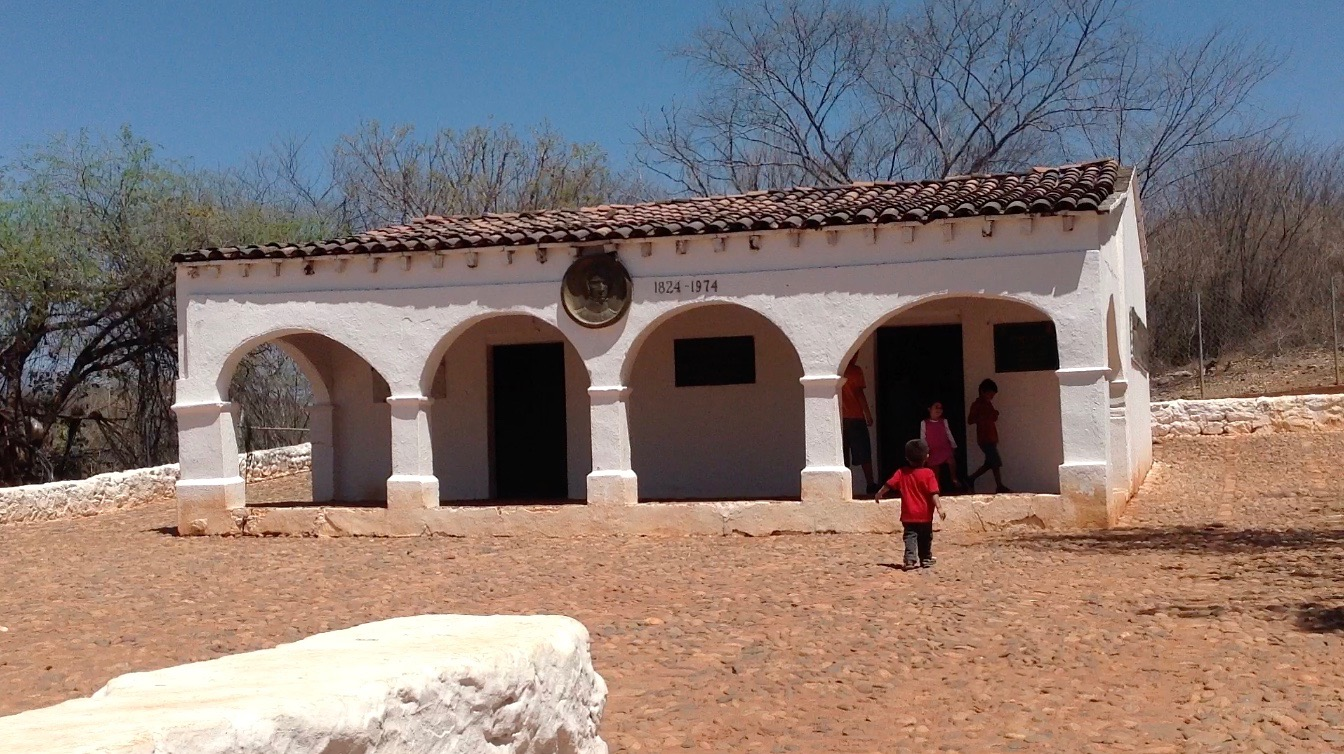
Casa de nacimiento (ahora un museo) en Tamazula de Victoria, Durango

|  |  |  |  |